# Michael Arbenz

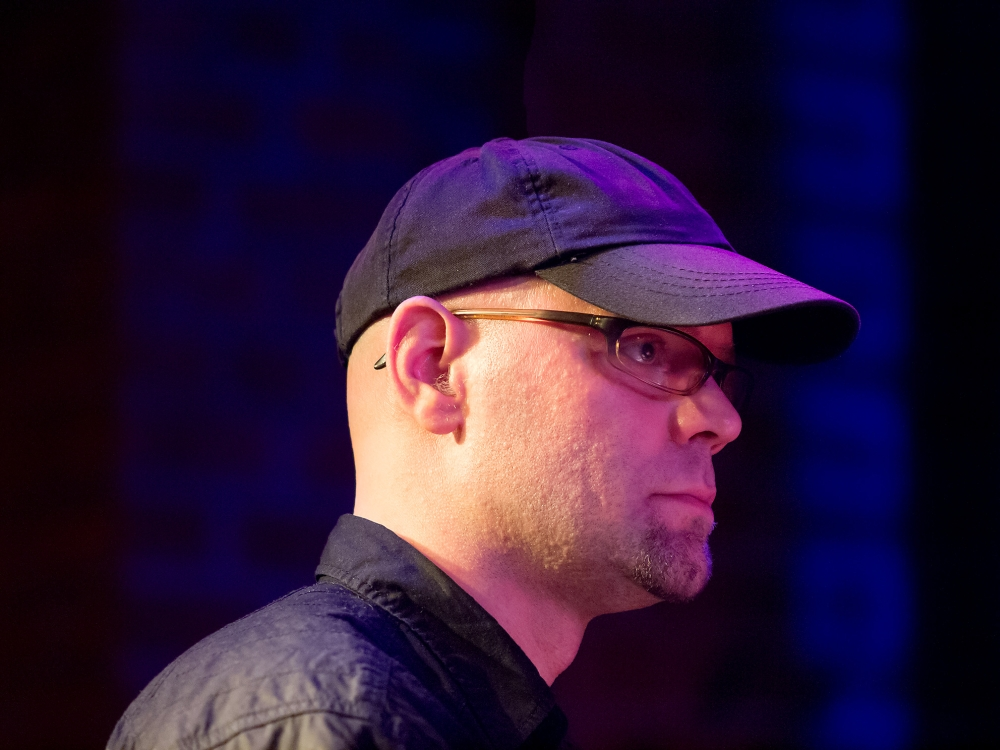
Michael Arbenz

Michael Arbenz (* 1975 in Basel) ist ein Schweizer Musiker (Piano, Komposition), der vor allem im Jazz bekannt wurde.

## Leben und Wirken
Arbenz, der aus einer Musikerfamilie stammt, spielt mit seinem Zwillingsbruder Florian Arbenz (Schlagzeug) seit den Teenagerjahren zusammen Jazz. Er hat ein klassisches Klavierstudium absolviert. Im Bereich der klassischen Musik ist er bei zahlreichen Konzerten und Festivals aufgetreten, u. a. mit Pierre Boulez, Paul Sacher, Jürg Wyttenbach, dem Ensemble Contrechamps und Hans Zender.
Arbenz war in den letzten Jahren vor allem als Leader verschiedener Bands aktiv, mit denen er Konzerte in ganz Europa gab und mehrere Alben aufnahm. Zwischen 1995 und Anfang der 2000er Jahre war er mit seinem Bruder im New Jazz Trio tätig, das zwei Alben vorlegte. In seinem Trio New Delegation spielten Glenn Ferris und Marc Johnson (Album Intuition, 2001).
In weiteren Musikprojekten vereinte er international bekannte Musiker wie Greg Osby, Wolfgang Puschnig, Muneer B. Fennell, Kent Carter, Matthieu Michel, Andy Sheppard (From Bach to Ellington – Live) und Dave Liebman. Ab 2007 tourte er regelmässig mit dem Trio VEIN (mit dem Bassisten Thomas Lähns und Florian Arbenz am Schlagzeug) und veröffentlichte bis 2022 14 CDs mit dieser Formation, die teilweise um Gastmusiker erweitert wurde. 2025 veröffentlichte er mit seinem Bruder Florian und Ron Carter das Album Arbenz Vs Arbenz Meets Ron Carter – The Alpine Session.
Arbenz ist Klavierdozent an der Hochschule Luzern.